# 三菱F-1戰鬥機
F-1戰鬥機是日本在第二次世界大戰戰敗後自主設計開發研製的戰鬥攻擊機（支援戰鬥機），裝配於航空自衛隊，由三菱重工與富士重工共同聯合研發，也是第一架由日本自行生產製造的超音速戰鬥機，因此別稱為「超音速零戰」。2006年時已經將所有F-1全數除役。

## 歷史
冷戰時期，日本的主要假想敵為蘇聯太平洋艦隊；太平洋艦隊當時很有可能以兩棲作戰的模式入侵日本，或是封鎖日本海域。所以日本自衛隊相當重視海上攻防能力，但是在1970年代，自衛隊的主力戰機為攔截專用的F-104J，就只剩下1950年代美國軍援組裝的F-86F作為對海與對陸支援攻擊機，在性能上已不堪使用。防衛廳技術研究本部在T-1教練機量產後，決定維持三級飛行教練制度，並開發兼顧高等超音速教練機與輕型攻擊機的機種。
然而，在當時日本的國內環境對於是否自行開發超音速飛機是存在著決策雜音。由於美洲豹攻擊機採取兩國聯合開發、共同量產的方式降低開發費用，且增加生產數量，防衛廳內的制服組（泛稱自衛隊軍職官員）認為可以依循美國的作法，先以引進T-38教練機或F-5戰鬥機之類的循序漸進論點；當然，就專業軍人決策角度來說會希望排除不確定變因。但是日本在戰後採文人領軍的方式運作，防衛廳內的西裝組（文官）認為採購新戰機有培訓國內航空技術專業人才、提升國內工業技術水平的引領效果，不單是只該用經濟與否的立場考慮。最後在決定扶植國內企業升級的大前提下，採全自製路線開發新飛機。日本決定開發出新型超音速教練機，也就是T-2教練機之後，直接以該機型改造為戰鬥攻擊機，成為1970年代執行的「次期支援戰鬥機（FS-X）」開發計劃。
由於最初便決定開發方向，於是自衛隊挪用2架T-2教練機（量產2號機，編號106、量產3號機、編號107）便直接用於改造為F-1戰鬥機的工程，這2架戰機成為「T-2特別樣式機」。由T-2改造為FS-T2改時，飛機有以下改造重點：
1. 廢除後座，將相關空間挪用給航電系統使用。
2. F-1的FCS由T-2後期型裝設的火控系統改良。
3. 裝設轟炸計算機
4. 增設慣性導航裝置
5. 增裝雷達警告器
6. 增設無線電高度表

F-1的改造工程主要仍集中於對地/對海攻擊所需的電子儀器，未對機體結構實施過度變更。同時期日本企業也開發出為她量身打造的80式空射反舰导弹；1973年底，自衛隊發包給三菱重工飛機設計改造承包、三菱電機則是得到火控系統的標案，1974年正式啟動改造計劃，至1975年6月3日原型機（107號機）首飛，自衛隊在飛機系統上花費4億2千萬日圓、電子系統開發花費7億6千3百萬日圓（以上全為1974年幣值）。原型機在1975年7月底移交航空實驗團，由防衛廳技術本部進行7個月的飛行實驗，在1976年3月轉移給自衛隊實機測試，經8個月的測試後於該年11月12日通過驗收，正式將FS-T2改更名為F-1戰鬥機。

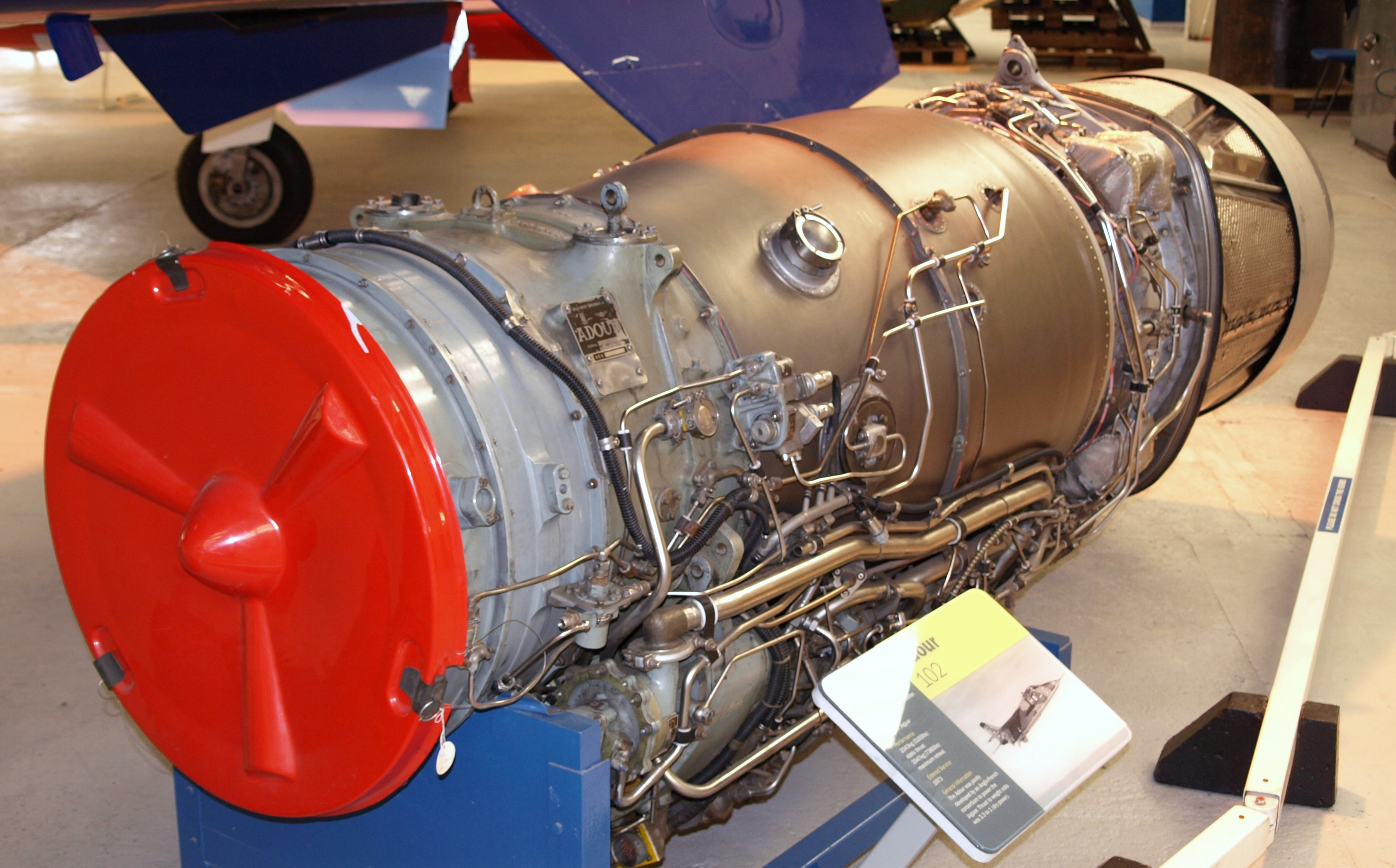
MK102發動機
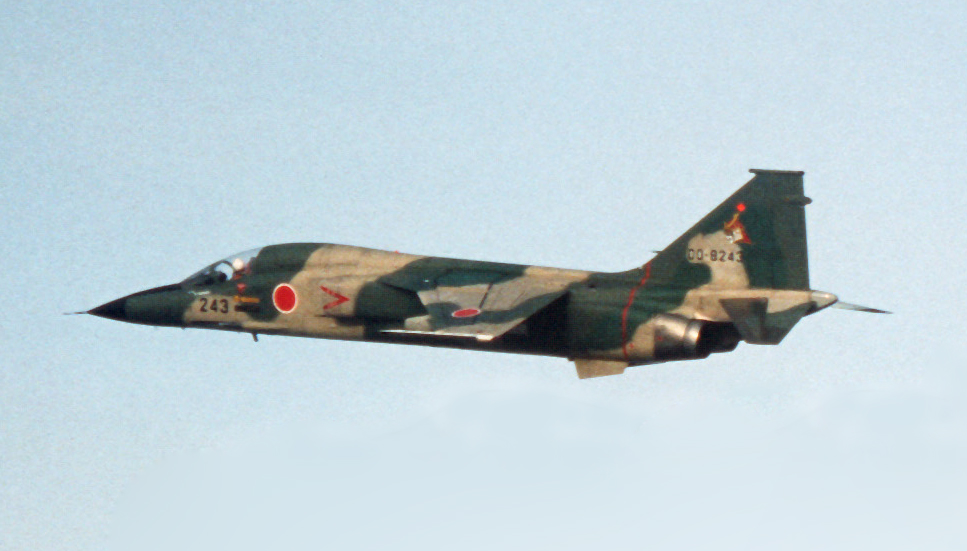
1984年第三飛行隊F-1
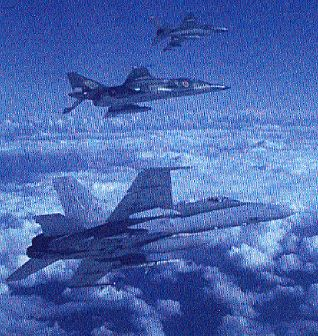
伴飛於F-16和F-18

## 機體解說
航電系統
F-1與T-2最大的變更點是火控系統，F-1配備的J/AWG-12火控系統是由J/AWG-11火控雷達改良，連結97JP-1改光學瞄準器、J/APN-44雷達高度計、J/A24G-3天氣計算機與J/ASQ-1射控計算機。雷達為操作波長Ku波段，天線規格為縫隙天線，並增加了對海模式。對海模式下，理論最長搜索距離是72公里，但是因為雷達處理器濾波能力不好，因此實際可偵測距離無法達到公開參數。

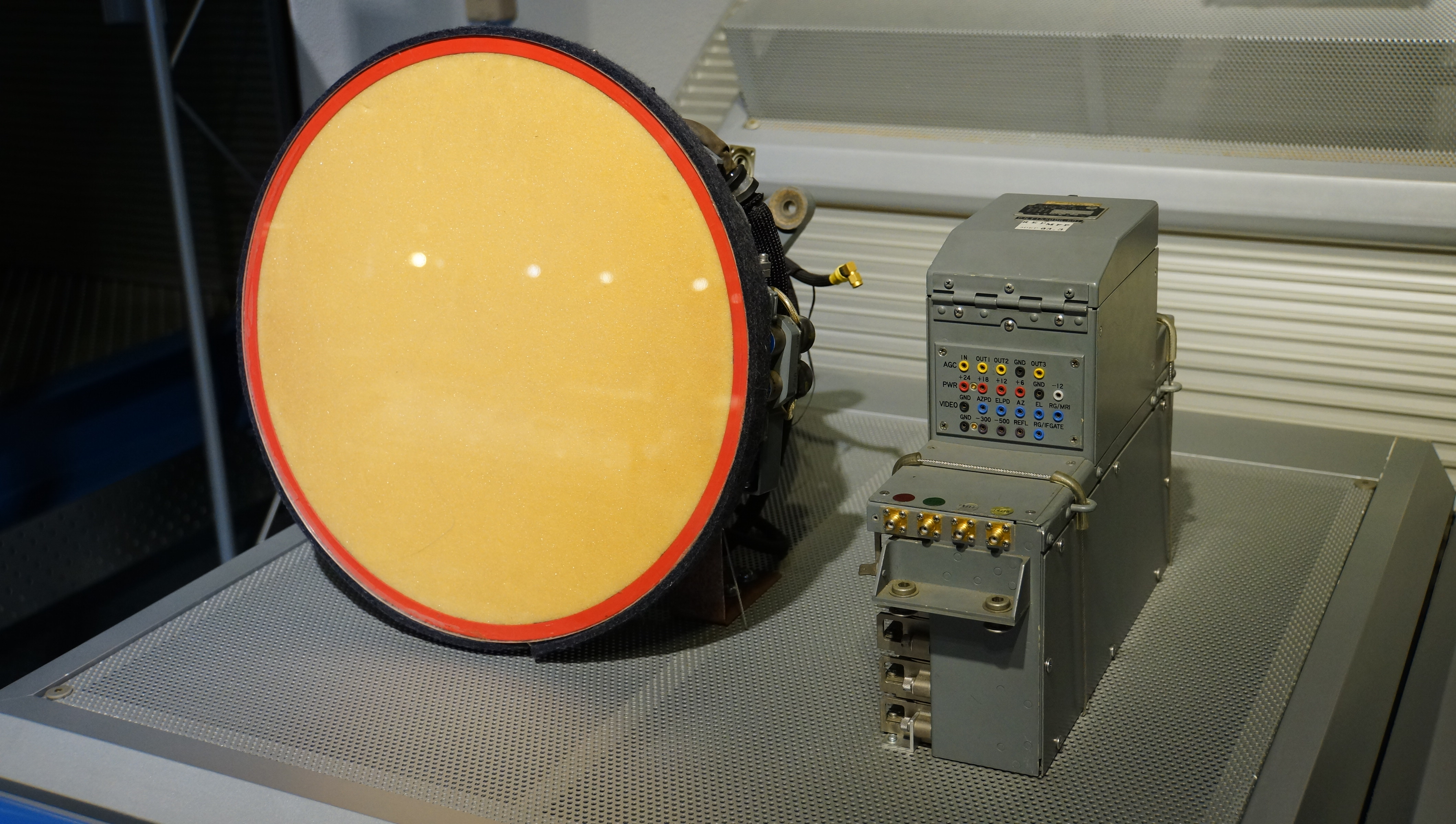
J/AWG-12雷達天線與同步器
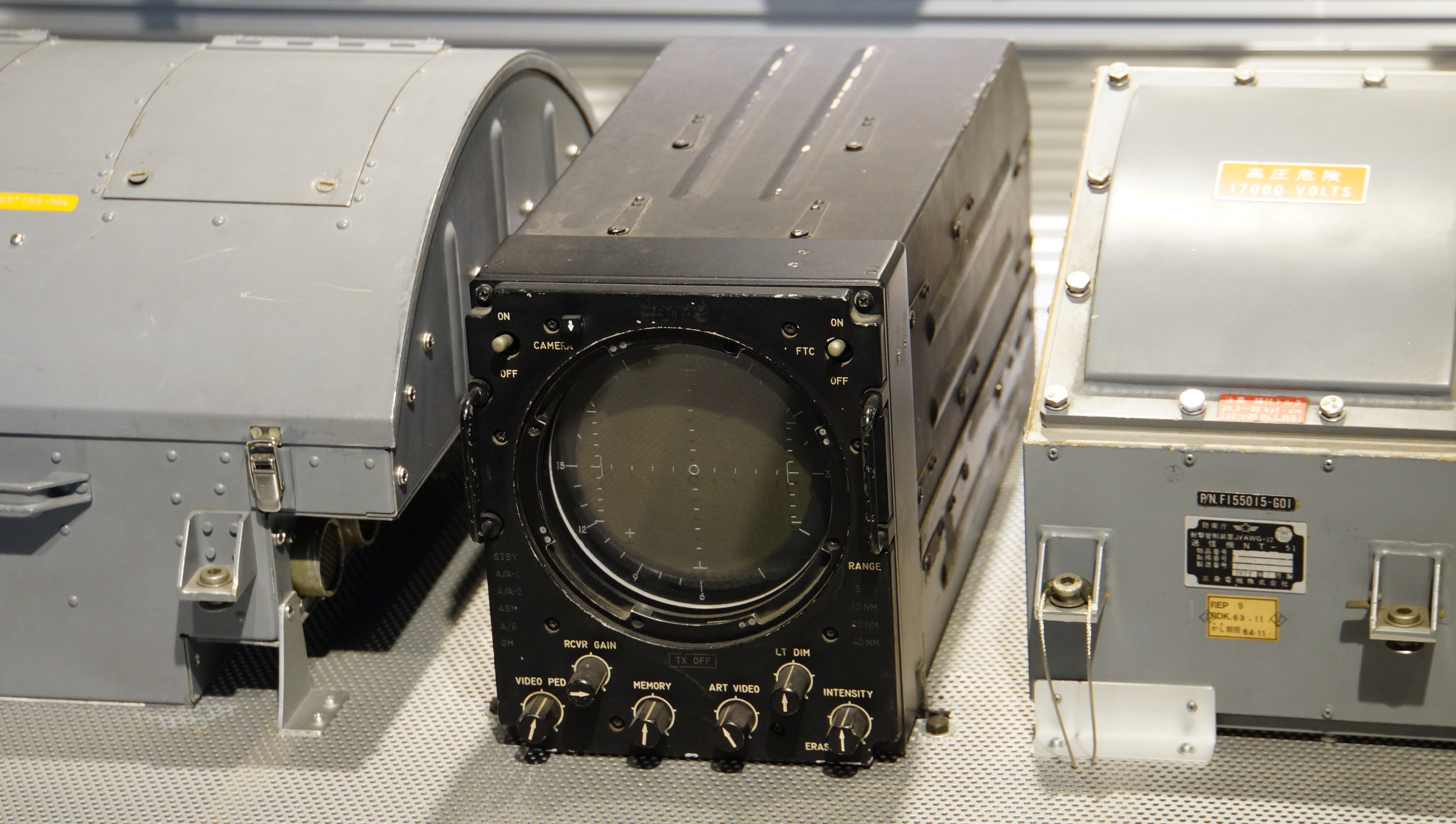
J/AWG-12雷達螢幕
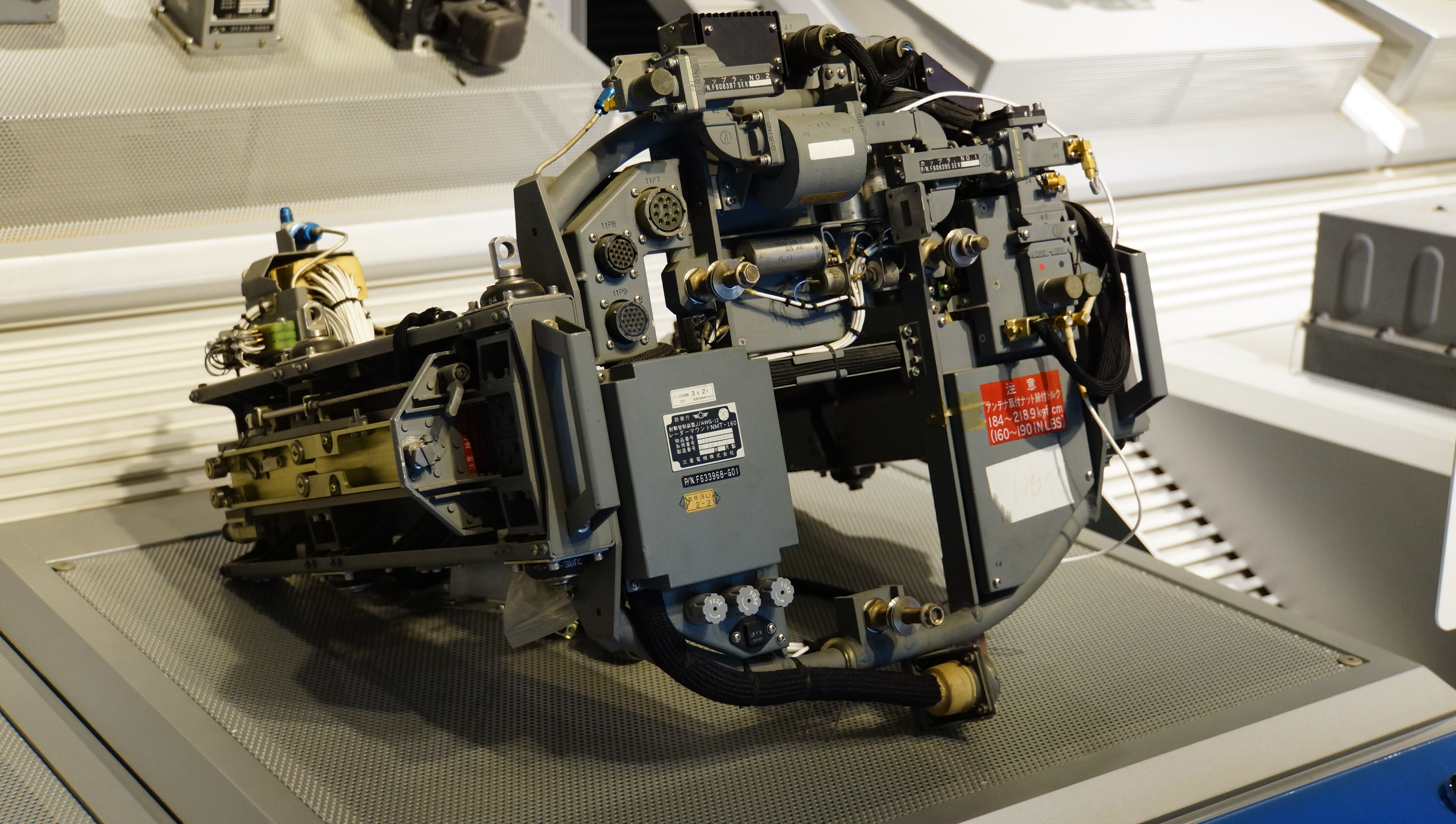
J/AWG-12的NMT-160雷達天線座

電子支援設備部分，F-1在垂直尾翼頂與翼端裝備J/APR-3雷達警告器，但是該機沒有配備干擾絲與熱焰彈散佈器，自衛隊只好創造了克難手段：把干擾絲塞入機翼空氣制動版內，如有急需才打開撒布。原本自衛隊有計畫為F-1開發電戰莢艙，但最後沒有進入工程開發階段。

## 服役數量

### 產量決策調整
F-1最初需求量是在第四次防衛整備計劃（4次防，昭和47年－51年）定案，取代當時所有的4個支援戰鬥機中隊與補充機，共126架戰機。但是因為石油危機經費不足，在決定方案時生產數量被大幅刪除至68架，當次防衛計劃僅通過26架造機預算；直到1976年（昭和51年）內閣會議決定的「防衛計劃大綱」中確立了航空自衛隊日後部隊規模以十中隊攔截機（250架）以及三中隊支援戰鬥機（100架）為核心。三中隊支援戰鬥機所需要的100架為單一中隊25架以及預備用機整體數量，但最終在昭和54年（1979年）的中期業務結算中支援戰鬥機被大規模的刪除至一中隊18架的數量，而F-1在防衛計劃大綱的規模下生產數量被限制為77架，整體製造於1981年完成。
服役部隊
- 第3航空團第3飛行隊（三澤基地）1977年（昭和52）9月－1978年（昭和53）3月31日換裝完成。2001年2月27日轉換機種至F-2戰鬥機。
- 第3航空團第8飛行隊（三澤基地）1979年（昭和54）6月－1980年（昭和55）2月29日換裝完成。1997年轉換機種為F-4EJ改。
- 第8航空團第6飛行隊（築城基地）1980年（昭和55）3月－1981年（昭和56）2月28日換裝完成。2006年3月9日轉換機種至F-2戰鬥機。

原本F-1的服役規劃是從平成2年（1990）開始由次世代支援戰鬥機（FS-X，後來的F-2戰鬥機）取代，但是FS-X計畫遭遇的政治與技術阻礙繁多，導致無法在預定時間服役，而將替換時間點延後到平成9年（1997）。而增加的操作時數需求則由實施結構延壽以及減少出勤時數因應。但F-2還是無法在1997年量產，在零配件籌措成本高昂的情況下，自衛隊決定將1中隊的F-1以恢復對地攻擊能力的F-4EJ改替換舒緩後勤壓力。而F-2量產機則是從2000年9月開始繳解部隊。